# Egon Krenz
Egon Rudi Ernst Krenz, född 19 mars 1937 i Kolberg i Pommern, Tyska riket, är en före detta östtysk politiker. Krenz var generalsekreterare för det östtyska kommunistpartiet och tillika landets statschef (statsrådsordförande) mellan 18 oktober och 3 december 1989.

## Biografi
Egon Krenz föddes 1937 i staden Kolberg, nuvarande Kołobrzeg, i den preussiska provinsen Pommern. Han blev medlem i det östtyska kommunistpartiet (SED) 1955 och blev fullständig medlem av den östtyska politbyrån 1983. Den 17 oktober 1989 blev Krenz ledaren för partiet, efter den avsatte Erich Honecker och därmed även landets statschef. Egon Krenz blev Östtysklands siste kommunistiske ledare.
Det var under Krenz korta tid vid makten som Berlinmuren föll, 9 november 1989, som ett resultat av stora missförstånd östtyska ministrar emellan. Efter att Krenz avgått som landets statschef en knapp månad efter detta på grund av omfattande protester blev han i början av 1990 utesluten ur det omstrukturerade kommunistpartiet i ett försök att förbättra partiets fasad. Hans efterträdare på posten som statschef blev den liberale Manfred Gerlach. 
1997 blev Krenz dömd till sex och ett halvt års fängelse som högsta ansvarig för dödsskjutningarna vid Berlinmuren under 1980-talet tillsammans med övriga tidigare höga partirepresentanter från det östtyska kommunistpartiet. Av domen avtjänades ungefär hälften i fängelse åren 2000-2003, varefter Krenz frigavs under övervakning för återstoden. Egon Krenz försvarar än idag det forna Östtyskland och är medlem i det tyska kommunistpartiet DKP.